# 남양면 (청양군)
남양면(南陽面)은 대한민국 충청남도 청양군의 면이다.

## 행정 구역
- 구룡리
- 금정리
- 대봉리
- 매곡리
- 백금리
- 봉암리
- 신왕리
- 온암리
- 온직리
- 용두리
- 용마리
- 흥산리